# نوک‌شاخ گونه‌نقره‌ای
نوک‌شاخ گونه‌نقره‌ای (نام علمی: Bycanistes brevis) گونه بزرگی از نوک‌شاخ است که در آفریقا یافت می‌شود. نوک‌شاخ‌های گونه‌نقره‌ای ساکن جنگل‌های بلند همیشه‌سبز شرق آفریقا از اتیوپی تا آفریقای جنوبی هستند. در زیمبابوه با تهدید نابودی زیستگاه روبروست و حضور آن در آفریقای جنوبی حاشیه‌ای است، اما به‌طور محلی، به ویژه در بخش‌های شمالی و مرکزی محدوده آن نسبتاً رایج است.

## نگارخانه

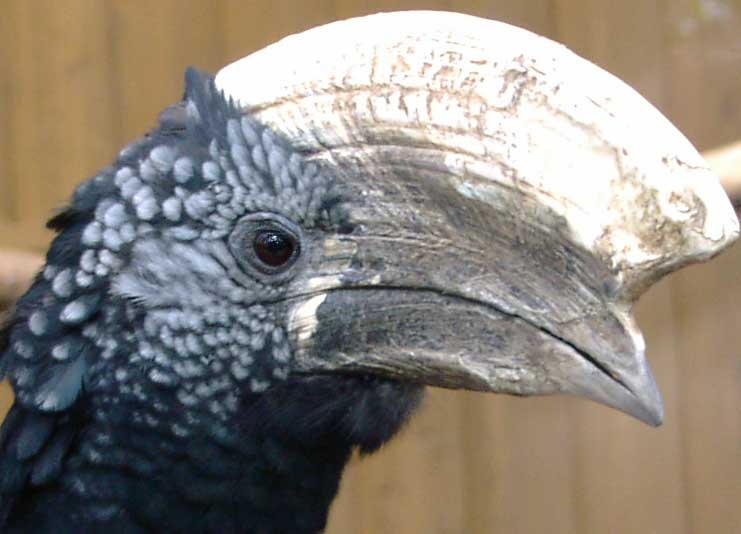
نر در نیمرخ
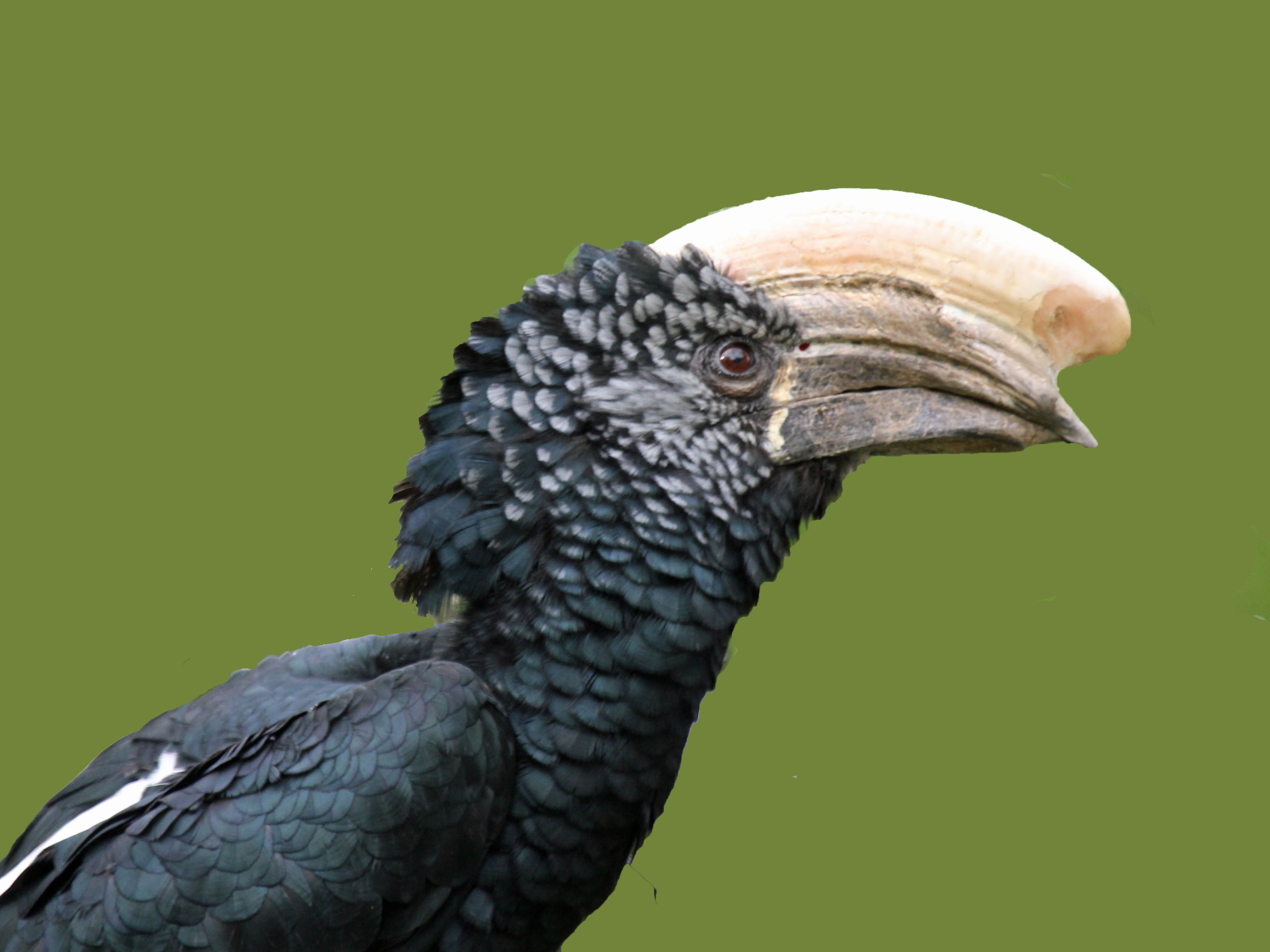
نر
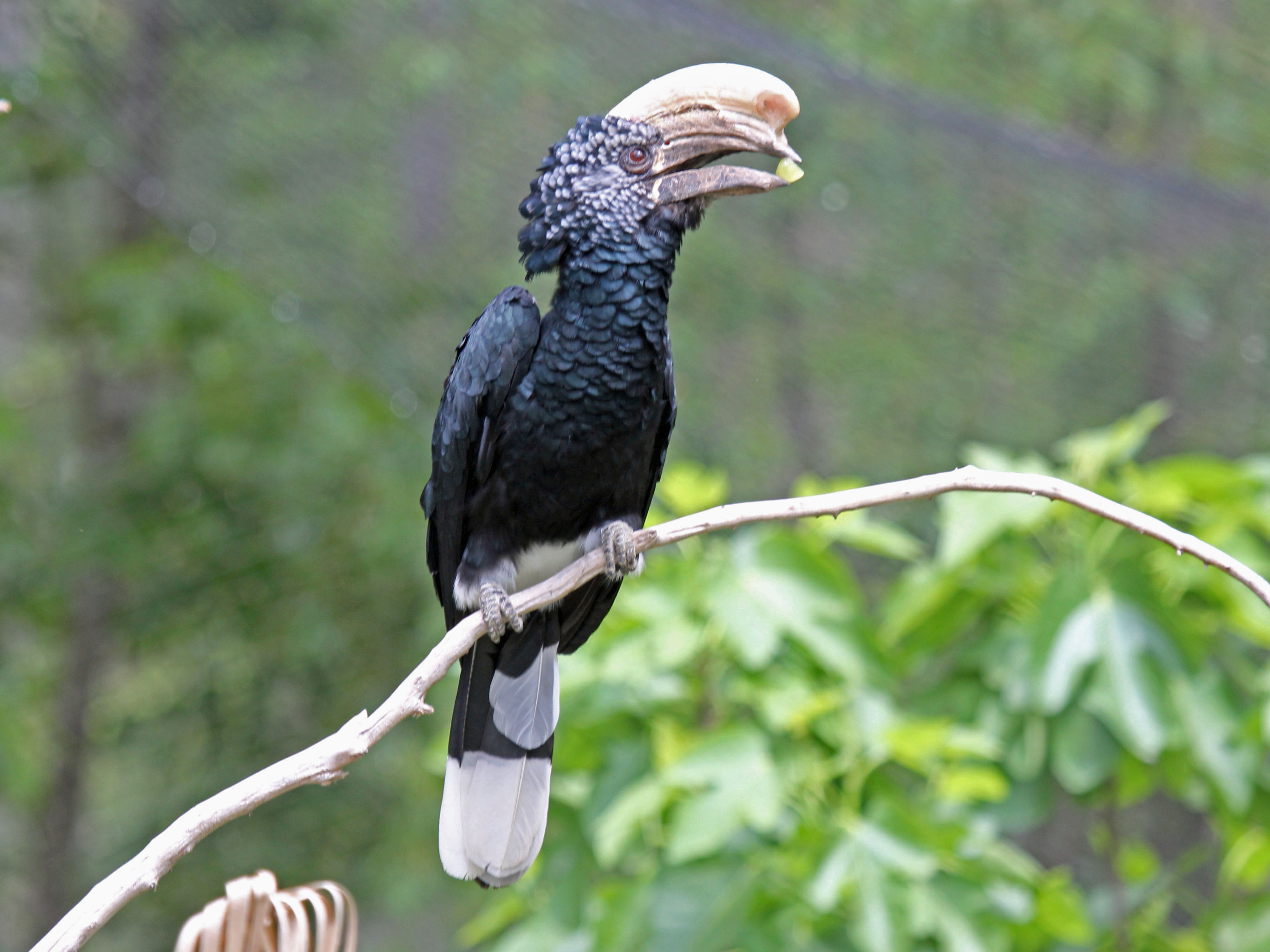
نر در پارک پرندگان آبی سیلوان هایتس
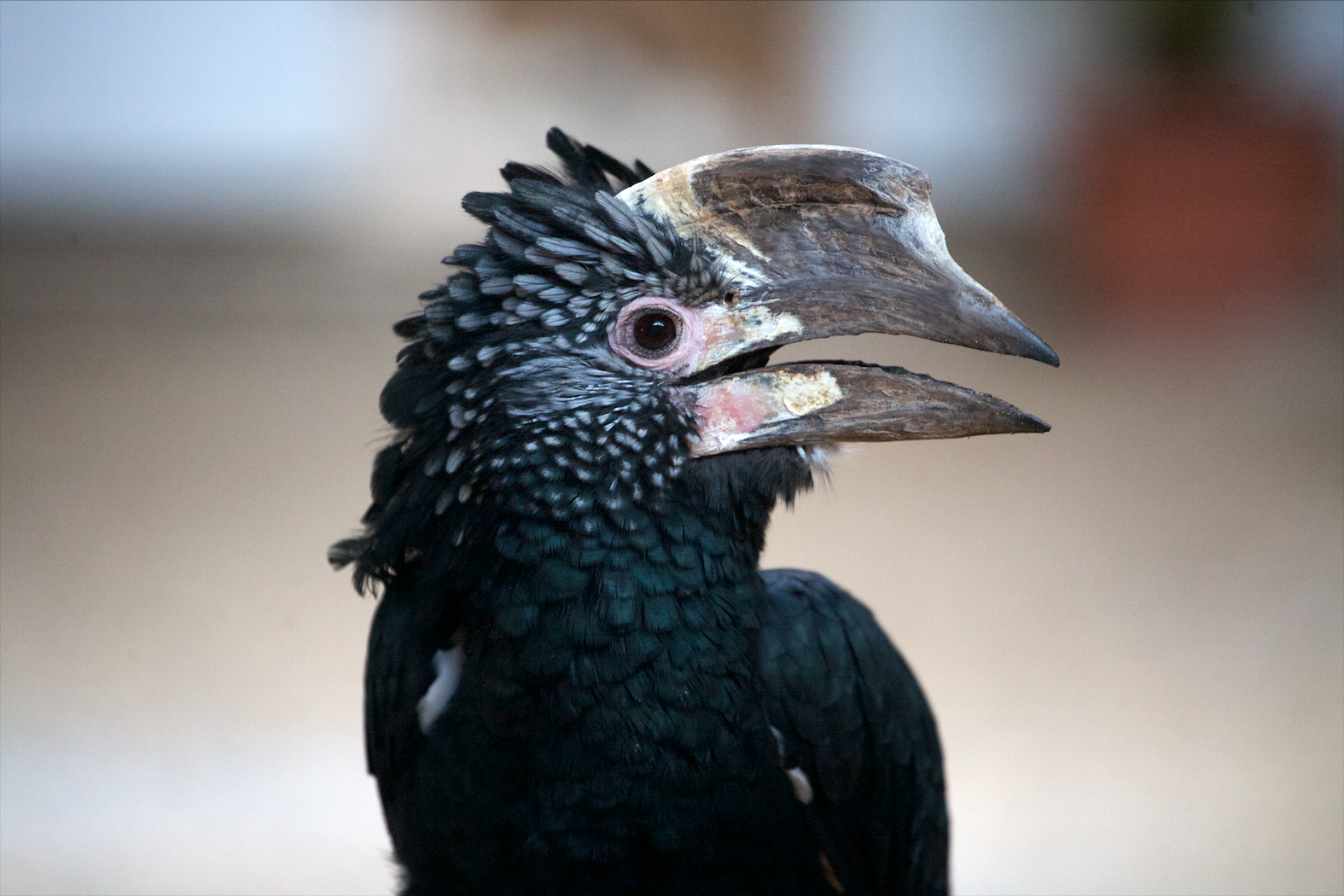
نر در دبرسن، مجارستان